# Ben Rosenfield
Benjamin Rosenfield, detto Ben (Montclair, 1º agosto 1992), è un attore e musicista statunitense.

## Biografia
Nato e cresciuto a Montclair (New Jersey), ha studiato alla Glenfield Middle School, dove, in terza media, ha interpretato il ruolo di Tevye in una produzione di Fiddler on the Roof. Il padre, Stephen Rosenfield, è un insegnante e fondatore della American Comedy Institute di New York. La madre, Kate Redway Rosenfield, è un'attrice. Ha un fratello minore di nome Nate.
Nel 2011, Rosenfield debutta a teatro in una produzione off-Broadway di Through a Glass Darkly, al fianco di Carey Mulligan e Chris Sarandon. Debutta al cinema nel 2012, interpretando il ruolo del cantautore Tim Buckley in Greetings from Tim Buckley, con Penn Badgley e Imogen Poots. Nel 2013 entra nel cast della serie televisiva targata HBO Boardwalk Empire - L'impero del crimine, dove interpreta il ruolo ricorrente di Willie Thompson, figlio di Eli Thompson. Nella quinta e ultima stagione della serie il suo ruolo viene promosso a regular.
Nel 2014 ha recitato in vari film indipendenti, tra cui Jamesy Boy, Song One e Affluenza. Ottiene un ruolo secondario in 1981: Indagine a New York, con Jessica Chastain e Oscar Isaac. Nel 2015 è protagonista al fianco di Taissa Farmiga del dramma sentimentale 6 anni. Dopo aver ottenuto un piccolo ruolo in Irrational Man di Woody Allen, interpreta il ruolo di Bertram Flusser nel film Indignazione, adattamento cinematografico dell'omonimo romanzo di Philip Roth.

## Filmografia

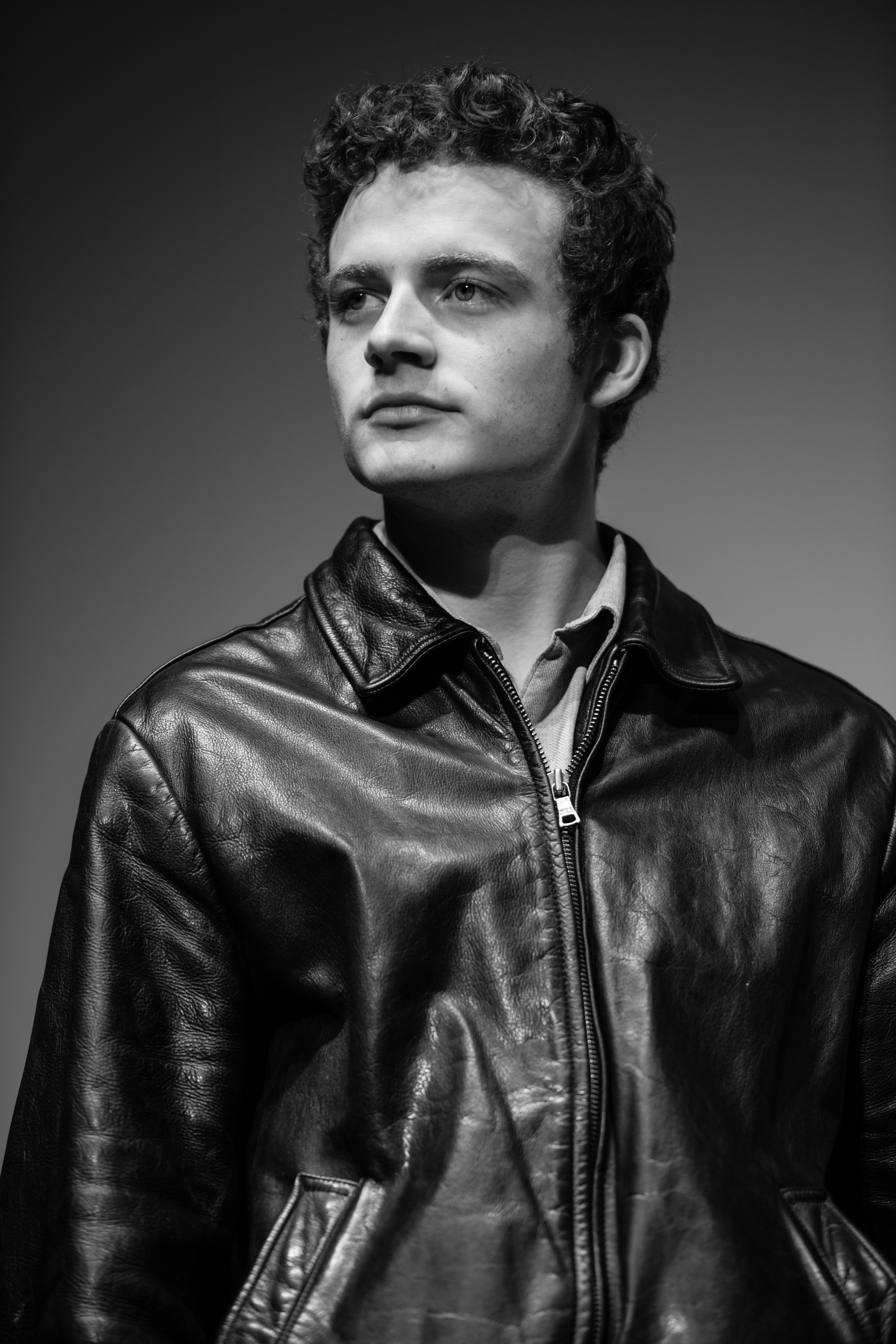
Ben Rosenfield a maggio 2016

### Cinema
- The Virgins, regia di Jack Turits (2010) - cortometraggio
- Greetings from Tim Buckley, regia di Daniel Algrant (2012)
- Teenage, regia di Matt Wolf (2013) - documentario
- Louder Than Words, regia di Anthony Fabian (2013)
- Passersby, regia di Jack Turits (2013) - cortometraggio
- Jamesy Boy, regia di Trevor White (2014)
- Song One, regia di Kate Barker-Froyland (2014)
- Affluenza, regia di Kevin Asch (2014)
- 1981: Indagine a New York (A Most Violent Year), regia di J. C. Chandor (2014)
- 6 anni (6 Years), regia di Hannah Fidell (2015)
- Irrational Man, regia di Woody Allen (2015)
- Indignazione (Indignation), regia di James Schamus (2016)
- Mark, Mary & Some Other People, regia di Hannah Marks (2021)

### Televisione
- Boardwalk Empire - L'impero del crimine – serie TV, 11 episodi (2013-2014)
- Twin Peaks – serie TV, 2 episodi (2017)
- The Family – miniserie TV (2019)
- Mrs. America – miniserie TV (2020)

## Doppiatori italiani
Nelle versioni in italiano dei suoi lavori, Ben Rosenfield è stato doppiato da:
- Mirko Cannella in Irrational Man, Mark, Mary & Some Other People
- Flavio Aquilone in Boardwalk Empire - L'impero del crimine
- Lorenzo De Angelis ne La fantastica signora Maisel